# Pedrera d'en Sala
La Pedrera d'en Sala, oficialment Pedrera de Monistrol, és una explotació d'extracció de pedra per a la construcció del terme municipal de Monistrol de Calders, al Moianès.
És l'única pedrera en explotació d'on s'extreu pedra, ja que l'altra existent al terme, la Pedrera de la Païssa en l'actualitat es dedica a extreure terra i grava. La Pedrera d'en Sala, en canvi, està especialitzada en l'extracció i talla de blocs de pedra.
Està situada a l'esquerra del Calders, en un contrafort septentrional de la Serra de les Abrines, al nord-oest dels Campassos, al sud-oest de la masia de la Païssa i al sud-est de la Colònia.